# تپه اولاگلال
تپه اولاگلال مربوط به عصر مفرغ - عصر آهن - دوره هخامنشی - دوره اشکانیان - سده‌های متاخر دوران‌های تاریخی پس از اسلام است و در شهرستان ازنا، بخش جاپلق، دهستان جاپلق شرقی، ۲ کیلومتری جنوب غربی روستای شورچه واقع شده و این اثر در تاریخ ۷ اسفند ۱۳۸۶ با شمارهٔ ثبت ۲۱۳۷۲ به‌عنوان یکی از آثار ملی ایران به ثبت رسیده است.